# Carl Bauer (Architekt, 1909)
Carl Bauer, eigentlich Karl Heinrich Ernst Bauer (* 8. Mai 1909 in Hannover; † 21. September 1999) war ein deutscher Architekt, Bauhaus-Schüler und Bau-Sachverständiger.

## Leben
Karl Bauer wurde noch zur Zeit des Deutschen Kaiserreichs 1909 im hannoverschen Stadtteil Herrenhausen geboren und wuchs in Hannover auf. Erst nach dem Ende des Ersten Weltkrieges und zu Beginn der Weimarer Republik besuchte das Kind ab 1919 die Vorschule des hannoverschen Realgymnasiums, von 1919 bis 1925 dann das Realgymnasium. Sein dortiger Lehrer für das Zeichnen war der Maler Otto Gleichmann.
1926 bis 1928 besuchte Bauer die Bismarckschule, wo er im Zeichnen durch Hanns Völker unterrichtet wurde.
Nach einem Praktikum als Zimmermann studierte Carl Bauer in den Jahren von 1928 bis 1931 Architektur an der damaligen Technischen Hochschule Hannover. Parallel dazu besuchte er in den Sommersemestern 1928 und 1929 sowie im Wintersemester 1930/1931 Abendkurse an der hannoverschen Kunstgewerbeschule.
Bauer unterbrach sein Studium an der TH allerdings für ein Jahr, um im Büro der Niedersächsischen Heimstätte in der Abteilung für das Entwerfen zu arbeiten. Dort arbeitete Bauer als Sachbearbeiter für den Siedlungs- und Wohnungsbau „[…] und als örtlicher Vermesser der entworfenen Bergarbeiter-Siedlung Bad Grund“.
1931 legte Bauer zwar seine Abschlussprüfungen für das Architekturstudium in Hannover ab, wechselte zum  Wintersemester 1931/1932 jedoch nach Dessau zur Fortsetzung des Studiums an das Bauhaus Dessau – Hochschule für Gestaltung, wo er vor allem von Ludwig Mies van der Rohe unterrichtet wurde, aber auch von Wassily Kandinsky, Josef Albers, Ludwig Hilberseimer, Lilly Reich und Alcar Rudelt. Nachdem das Bauhaus nach Berlin verlegt worden war, studierte Bauer ab dem 28. Oktober 1932 am Bauhaus Berlin weiter. Sein am 1. März 1933 verliehenes Bauhaus-Diplom für Städtebau wurde ihm für seine 1932 erarbeitete Ortsplanung der Oberharzer Bergstadt Bad Grund verliehen, wenige Monate, bevor sich das Bauhaus in Folge der Machtergreifung durch die Nationalsozialisten zum 19. Juli 1933 selbst auflöste.
Ebenfalls 1933 ließ sich Carl Bauer in seiner Heimatstadt Hannover als freischaffender Architekt nieder. Im Folgejahr 1934 wurde er Mitglied des Bundes Deutscher Architekten (BDA). „Aushilfsweise“ arbeitete er in Hannover jedoch auch ein halbes Jahr lang von 1937 bis 1938 als Leiter der Entwurfsabteilung der Niedersächsischen Bauträger GmbH.
Nachdem Carl Bauer in Atelierräumen in der Liststadt, dann am Aegidientorplatz im Hansahaus und am Stephansplatz gearbeitet hatte, bezog er 1954 schließlich ein eigenes Ateliergebäude im Garten des Gebäudes Geibelstraße 56. Zum 1. April desselben Jahres begann im dortigen Atelier C. Bauer die Zusammenarbeit mit der mit dem Titel Dipl.-Ing. ausgezeichneten Erika Herrmann. Wenig später wurde Bauer 1956 als Bausachverständiger durch die Industrie- und Handelskammer Hannover (IHK) vereidigt.

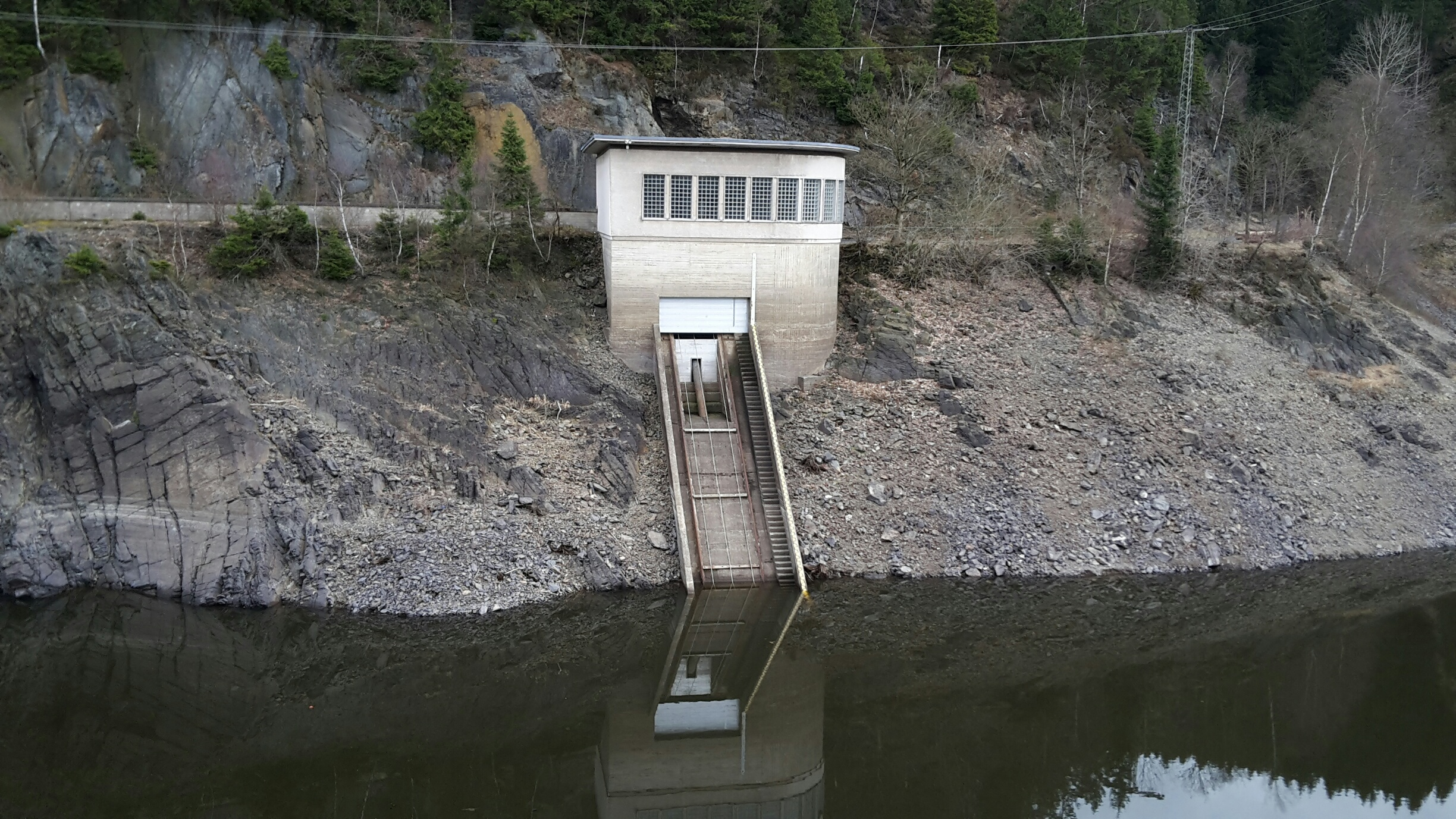
Windenhaus an der Okertalsperre

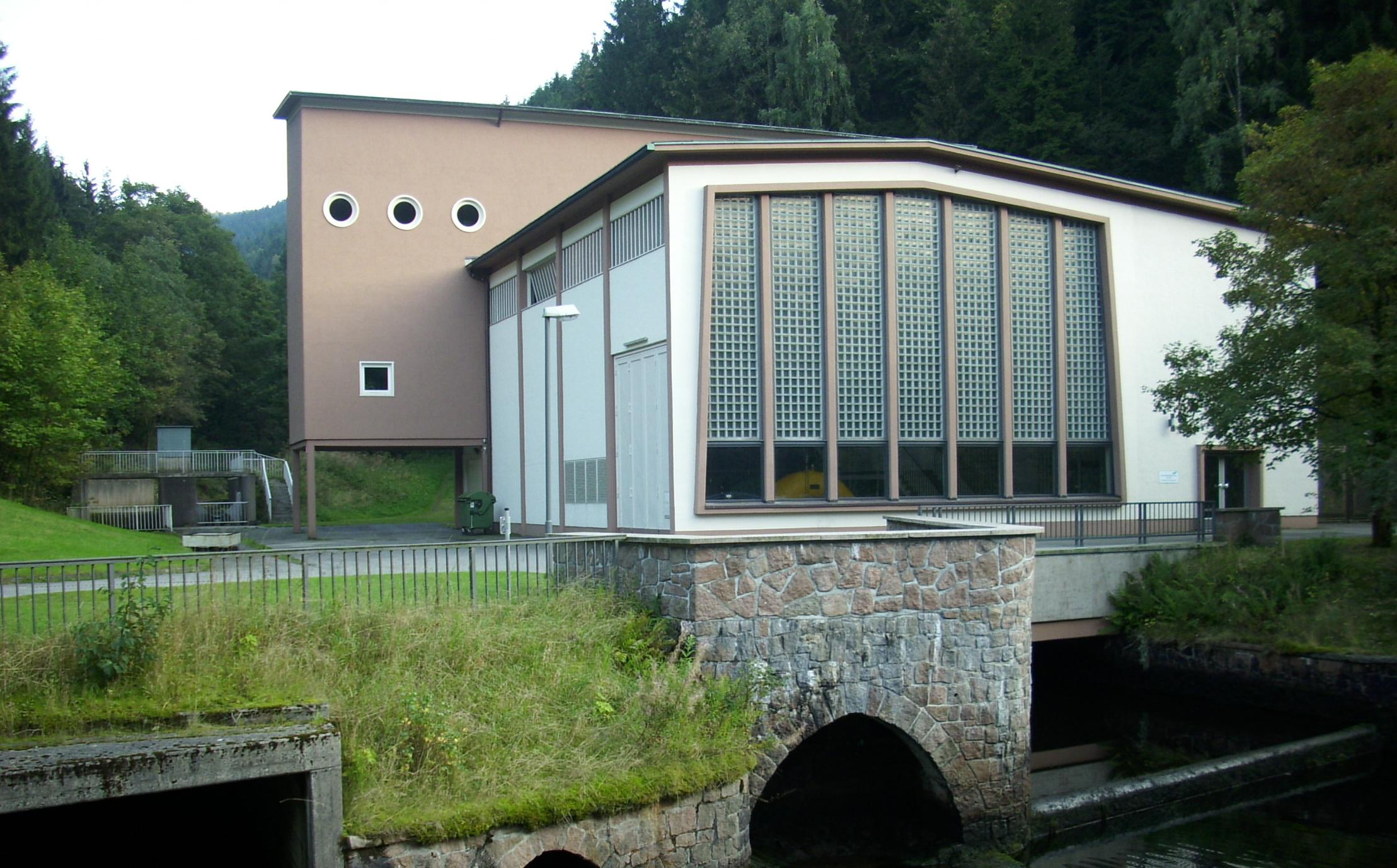
Kraftwerk in Romkerhalle

Beim Bau der Okertalsperre wirkte er wesentlich mit. So konzipierte er für die Umsiedlung des Ortes Schulenberg im Oberharz die Planung der neuen Ortschaft und wesentliche Gebäude dazu; unter anderem das dortige Dorfgemeinschaftshaus, einige Wohnhäuser und Hotels. An der Talsperre selbst entwarf er vor allem die dazugehörigen Gebäude, wie das Windenhaus oder das Kraftwerk Romkerhalle. Letztere Gebäude stehen heute wegen ihres unverkennbaren 50-er-Jahre-Stils  unter Denkmalschutz.
Bauer und Herrmann zusammen wirkten ab 1968 als Architekturbüro beziehungsweise Sozietät Carl Bauer und Erika Herrmann. Zu ihren Mitarbeitern zählten unter anderem der Architekt Erich Möller, der Ingenieur Wilfried Guske sowie Hannelore Rolofs.

## Archivalien / Nachlass
Archivalien von und über Carl Bauer finden sich beispielsweise
- in dem von dem Architekten Roland Bauer, Sohn von Carl Bauer, als Nachlass von Carl Bauer beziehungsweise der Sozietät Carl Bauer und Erika Herrmann an das Niedersächsische Landesarchiv (Standort Hannover) übergebenen mehr als 2400 Bauzeichnungen und Pläne sowie Fotografien und Schriftgut mit einem von Roland Bauer erstellten Werkverzeichnis, verschiedenen Archiv-Signaturen[1]
- Bauhäuslerakte im Schriftenarchiv Bauhaus Dessau[1]

## Werke

### Schriften (Auswahl)
- Schlossplatz – Herrenhausen, Denkanstoß zur Neugestaltung, Projektstudie 1987–1990, Hannover 1990
  - dito, 2. Projektstudie 1995, Hannover 1995

### Bauten (Auswahl)

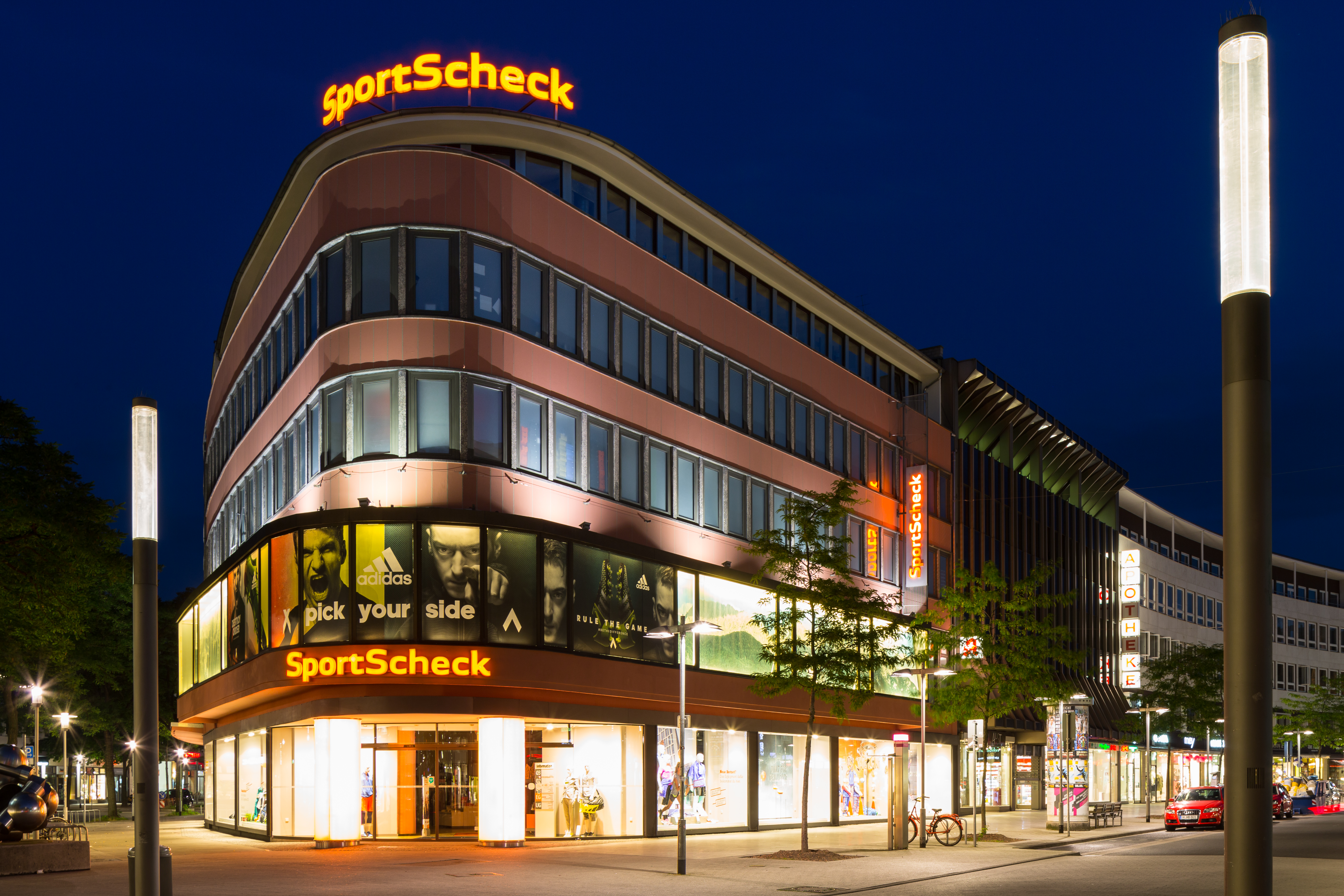
1952–54 errichtetes Teppichhaus Germania, heute SportScheck an der Karmarschstraße 31 in Hannover

- 1952–1954, Hannover: damaliges Teppichhaus Germania, Karmarschstraße 31[3]
- mit Ludwig Thiele, Hans Nitzschke und „[…] Hellwig“: Bootshäuser am Maschsee als Nachfolger der durch den Krieg zerstörten Erstbauten[3]